# Jan Zázvorka starší

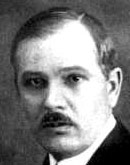
J. Zázvorka patrně v době před první světovou válkou

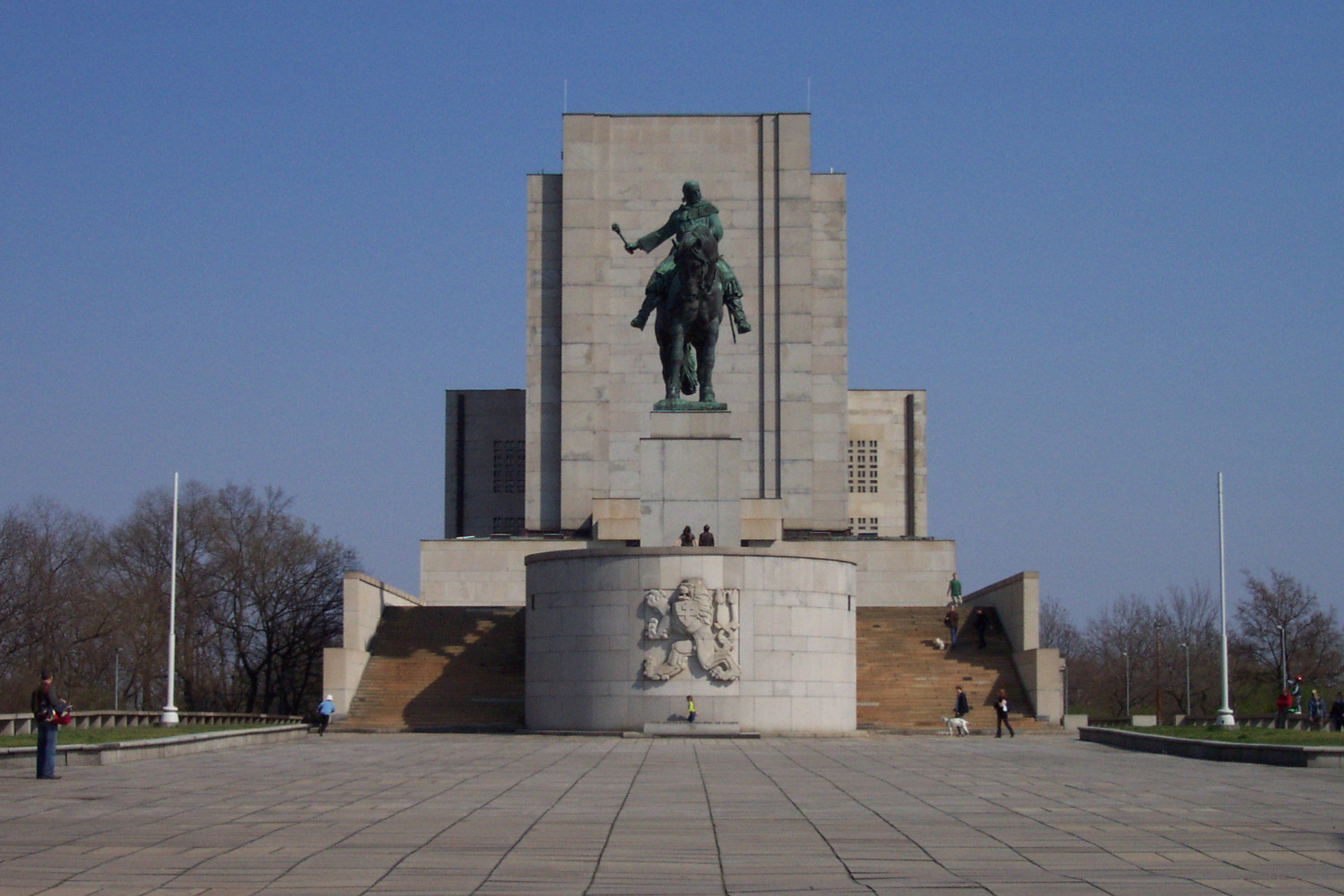
J. Zázvorka: Národní památník na Vítkově

Jan Zázvorka (21. května 1884 Nusle – 27. května 1963 Praha) byl český puristický architekt.

## Život a působení
V letech 1901–1906 vystudoval architekturu na Uměleckoprůmyslové škole v Praze u Jana Kotěry a do roku 1914 pracoval v jeho ateliéru. Za první světové války byl v roce 1914 zajat na ruské (východní) frontě. Vstoupil do československých legií, kde byl velitelem roty a později praporu. Účastnil se jako člen československé delegace mírových jednání v Irkutsku. Z Vladivostoku se vrátil „západní cestou“ na palubě lodi Edelyn přes Panamu.
Po návratu roku 1920 pracoval v ateliéru J. Záruby-Pfeffermanna a roku 1926 si založil vlastní ateliér. Zázvorka byl členem SVU Mánes a Jednoty výtvarných umělců, od roku 1937 řádným členem České akademie věd a umění. V roce 1948 podepsal prokomunistickou výzvu Kupředu, zpátky ni krok!, jež byla vydána dne 25. února 1948 pro podporu komunistického převratu. Na začátku března 1948 byl ustanoven Akční výbor Národní fronty pro Syndikát výtvarníků československých. Jan Zázvorka starší se stal jejím členem za KSČ a podílel se na likvidaci výše uvedeného syndikátu.  V roce 1950 obdržel Státní cenu II. stupně za poválečnou dostavbu Národního památníku na Vítkově. Komunistickým režimem byl oceňován i v následujících letech – např. v letech 1951 a 1954. Zemřel v Praze roku 1963.

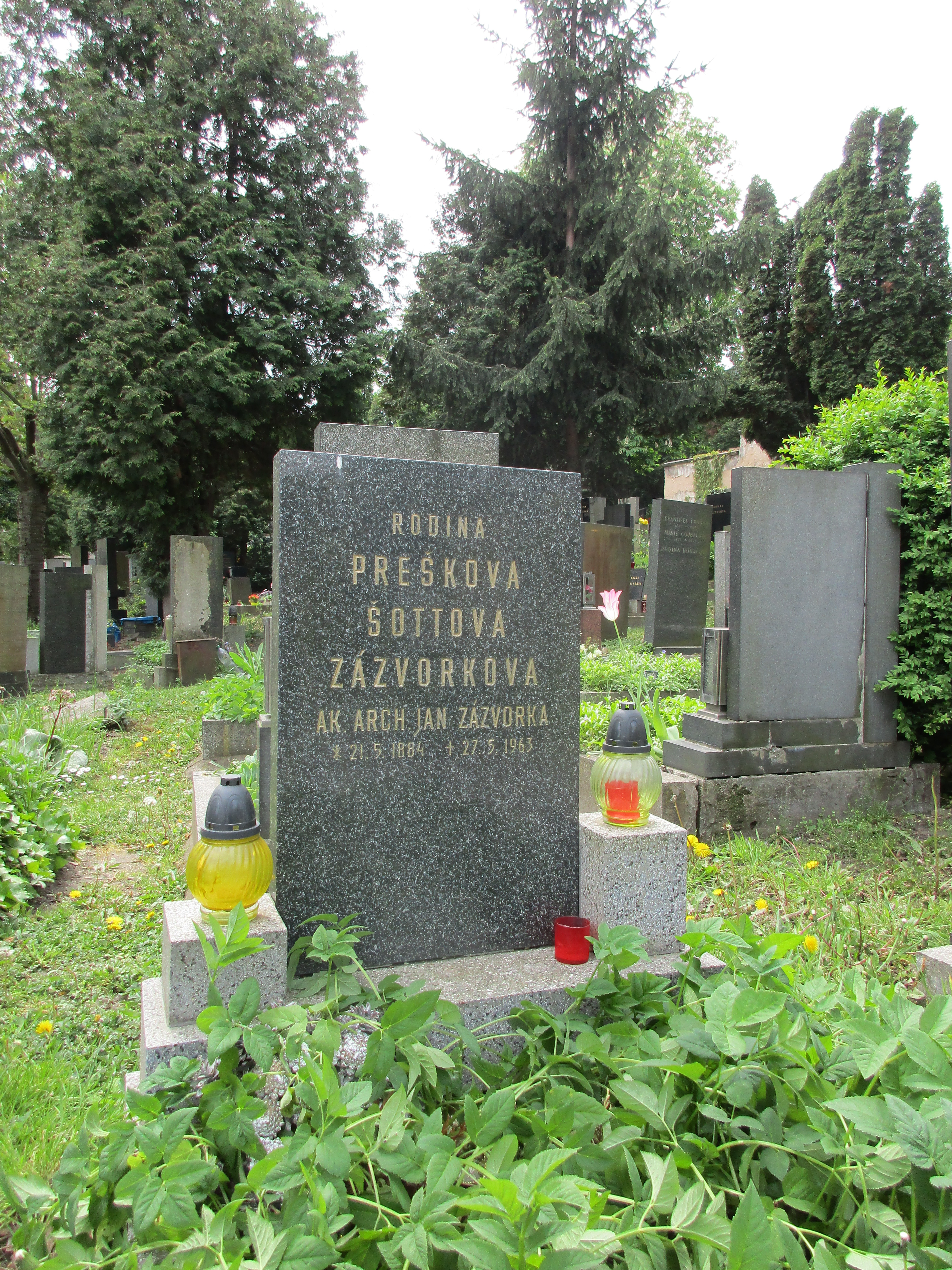
Hrob architekta Jana Zázvorky st. na hřbitově v Holešovicích

## Rodina
Jeho dcera Stella Zázvorková byla herečkou, syn Jan Zázvorka mladší filmovým architektem

## Dílo
Realizoval řadu válečných pomníků (Zborov, Terron ve Francii), obytné domy v Praze-Holešovicích, v letech 1927–1929 Vojenské muzeum na Žižkově. Roku 1925 vyhrál soutěž na Národní památník na Vítkově (realizace 1929–1932), což je jeho nejvýznamnější dílo. V roce 1930 postavil Štefánikův dům v Sokolské ulici (roh Kateřinské a nám I. P. Pavlova, později hotel Legie), elektrárnu a jez v Kostelci nad Labem a roku 1931 spolu s K. Roškotem projektoval budovu ministerstva vnitra v Praze na Letné. V letech 1953–1956 projektoval novou budovu Smíchovského nádraží v Praze.